# 觀湖街道
觀湖街道，是中华人民共和国广东省深圳市龙华区下轄的一個街道，位於龍華區東北部。2015年4月28日，由觀瀾街道分拆出來。是龍華區政府所在地。

## 行政区划
觀湖街道下辖以下地区：
大和社区、马坜社区、横坑社区、岗头社区、大航社区、福兴围社区、南大富社区、松元厦社区、老村社区、金龙湖社区、新田社区、上坑社区和下湖社区。